# گوشواره

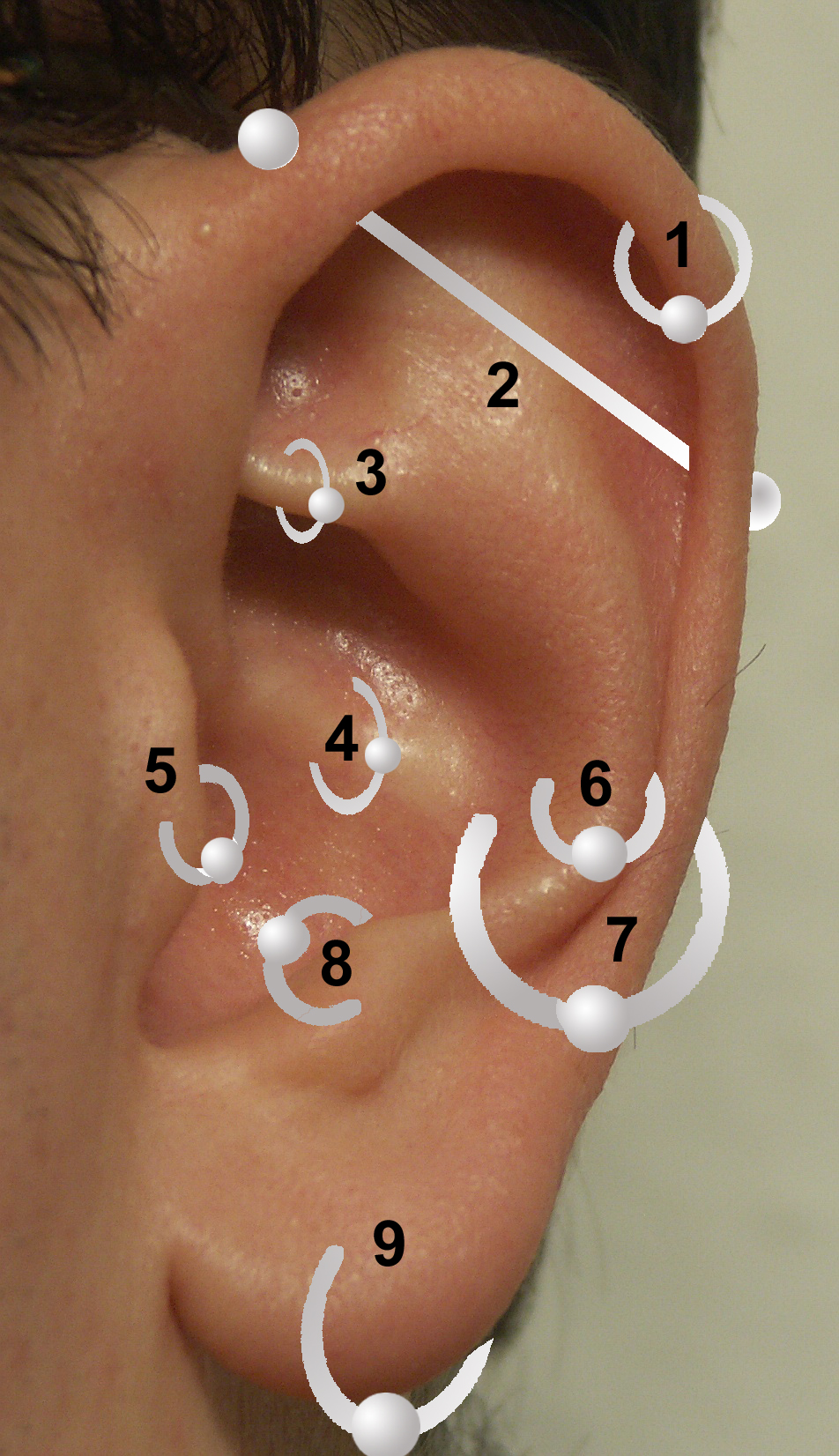
گوشواره در جاهای گوناگون گوش

گوشواره یکی از جواهرها است که از زمان گذشته تاکنون و در فرهنگهای مختلف زنان و مردان استفاده می‌کردند و به گوش خود نصب می‌کردند. گوشواره‌ها می‌توانند از مواد مختلفی مثل تیتانیوم، استیل، تنگستن و رادیوم ساخته شوند

## پیشینه

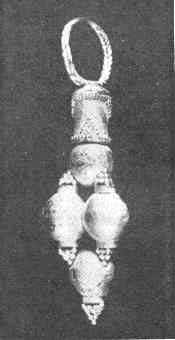
گوشوارهٔ ایلامی

نخستین نشانه‌های گوشواره را می‌توان در تمدن ایلام یافت. در آثار برجای مانده، گوشواره‌هایی مربوط به این دوران یافت شده‌است.
پس از آن نیز در پیکره‌های تخت جمشید می‌توان کاربرد گوشواره را در میان مردان در آن دوران (نزدیک به ۲۵۰۰ سال گذشته) دید. بر گوش چپ مرد نمکی پیدا شده در معدن نمک زنجان که مردی از مردمان روزگار ساسانی است نیز گوشواره‌ای از جنس طلا آویخته بود.

## مدل‌های گوشواره[۳]

### گوشواره آویزان
این گوشواره از نرمه گوش آویزان می‌شود، و همانگونه که اسم گذاری شده‌است به صورت آویزان و قدی است. معمولاً در این نوع سبک از سنگ‌ها درشت خیلی کم استفاده می‌شود ولی تزیین آن با جواهرات ریز به زیبایی آن می‌افزاید.
گوشواره‌های آویزانی را به افرادی که گردنی بلند دارند توصیه می‌شود.

### گوشواره میخی
گوشواره میخی که با استفاده از یک پین پشت گوش متصل می‌شود یکی از محبوب‌ترین مدل‌های مورد استفاده در ایران است. شاید بتوان گفت این علاقه به خاطر اطمینانی است که درانداختن این گوشواره دارند. پین این گوشواره بسیار محکم است و خطر گم شدن آن نسبت به دیگر مدل‌ها بسیار کم است.
یکی از ایرادهای این سبک که احتمالاً توجه کمی به آن می‌شود و دردسر ساز نیست میله یا همان حالت میخی آن است که موقع خوابیدن اگر با گوشواره باشید شما را کمی آزار می‌دهد و پشت گوش فرومی‌رود.
این سبک مناسب تک نگین‌های جواهر و مروارید و کسانی که گردن کوتاهی دارند مناسب است. اگر از گوشواره‌های برلیان و جواهرات اصل و گرانقیمت استفاده می‌کنید سعی کنید از طلای سفید استفاده کنید.

### گوشواره حلقه (چنبره‌ای)
این سبک که به صورت حلقه می‌باشد مانند حلقه جا کلیدی دور گوش است. این گوشواره قفل مجزایی ندارد و یک طرف دیگر وقتی از نرمی گوش رد شد به درون طرف دیگر رفته و قفل می‌شود. این مدل با سایزهای مختلف می‌تواند مناسب هر اندازه گردنی بشود ولی این مدل اصلاً به خانوم‌های مسن توصیه نمی‌شود.

### گوشواره کلیپسی
گوشواره کلیپسی که معروف‌ترین آن‌ها اکسترا است یکی از ناامن‌ترین مدل‌ها در زمینه قفل است البته جدیداً یک قفل اضافه به این مدل اضافه شده اما باز هم نیاز به توجه بیشتر دارد. توصیه می‌شود از این مدل با سنگ‌های گران‌قیمت استفاده نشود. ولی در باز و بسته کردن بسیار راحت است و زیبایی خاصی نسبت به دیگر گوشواره‌ها دارد.

### گوشواره بخیه‌ای
این مدل که به صورت یک نخ بخیه است. با ایجاد کردن چند سوراخ روی گوش و رد کردن این نخ طلا از این سوراخ‌ها جلوه خاصی به گوش می‌دهد، البته این سبک سلیقه بسیار خاصی را می‌طلبد و همه پسند نیست.

### گوشواره‌های خاص
بعضی از مدل‌ها هستند که در بازار تهران به سختی پیدا می‌شوند زیرا این مدل‌ها معمولاً ایرانی نیستند یا به صورت سفارشی ساخته می‌شوند. این مدل‌ها همه پسند نبوده و قابلیت استفاده در همه مراسمات را ندارند.

## تأثیر مدل گوشواره
مدل گوشواره مانند بقیه ملحقات لباس مهم بوده و بر ظاهر فرد تأثیر می‌گذارد و به شکل صورت و گردن بستگی دارد. در موقعیت‌های رسمی گوشوارهٔ شلوغ نامناسب است حتی می‌توان گوشواره استفاده نکرد. برای صورتهای کشیده گوشواره آویز بزرگ (چلچراغی) و حلقه‌ای بزرگ یا گوشواره دکمه‌ای (میخی) مناسب است. با گوشواره حلقه‌ای بزرگ صورت گردو چاق بنظر می‌آید و چین‌های گردن مشخص تر می‌شود. گوشواره آویز برای گردن‌های بلند مناسب است نه گردن‌های کوتاه. گوشواره دکمه‌ای نیز برای صورتهای گرد و چاق مناسب نیست. اما گوشواره‌های حلقه‌ای متوسط برای هر مدل صورت مناسب می‌باشد.

## نگارخانه

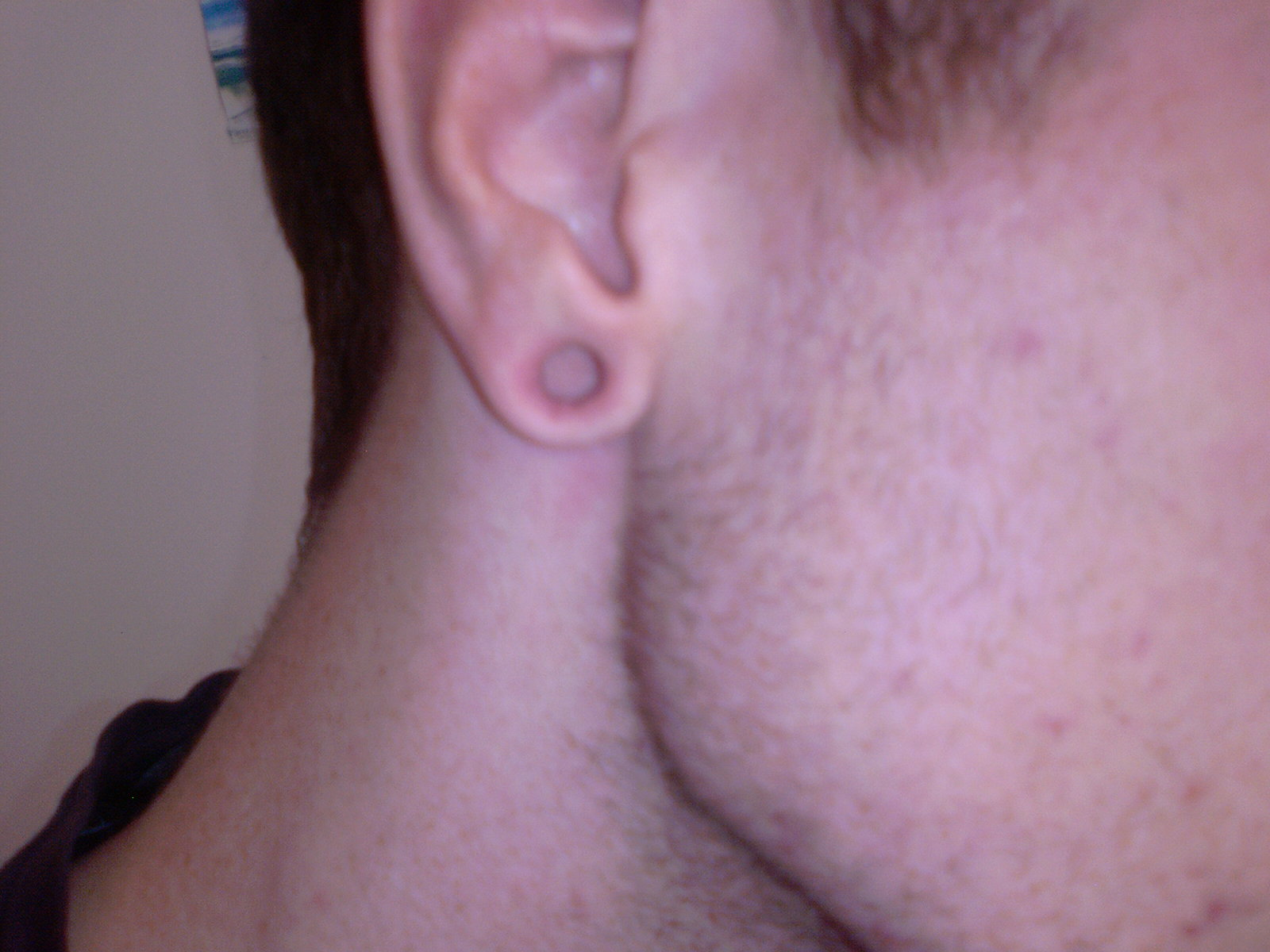
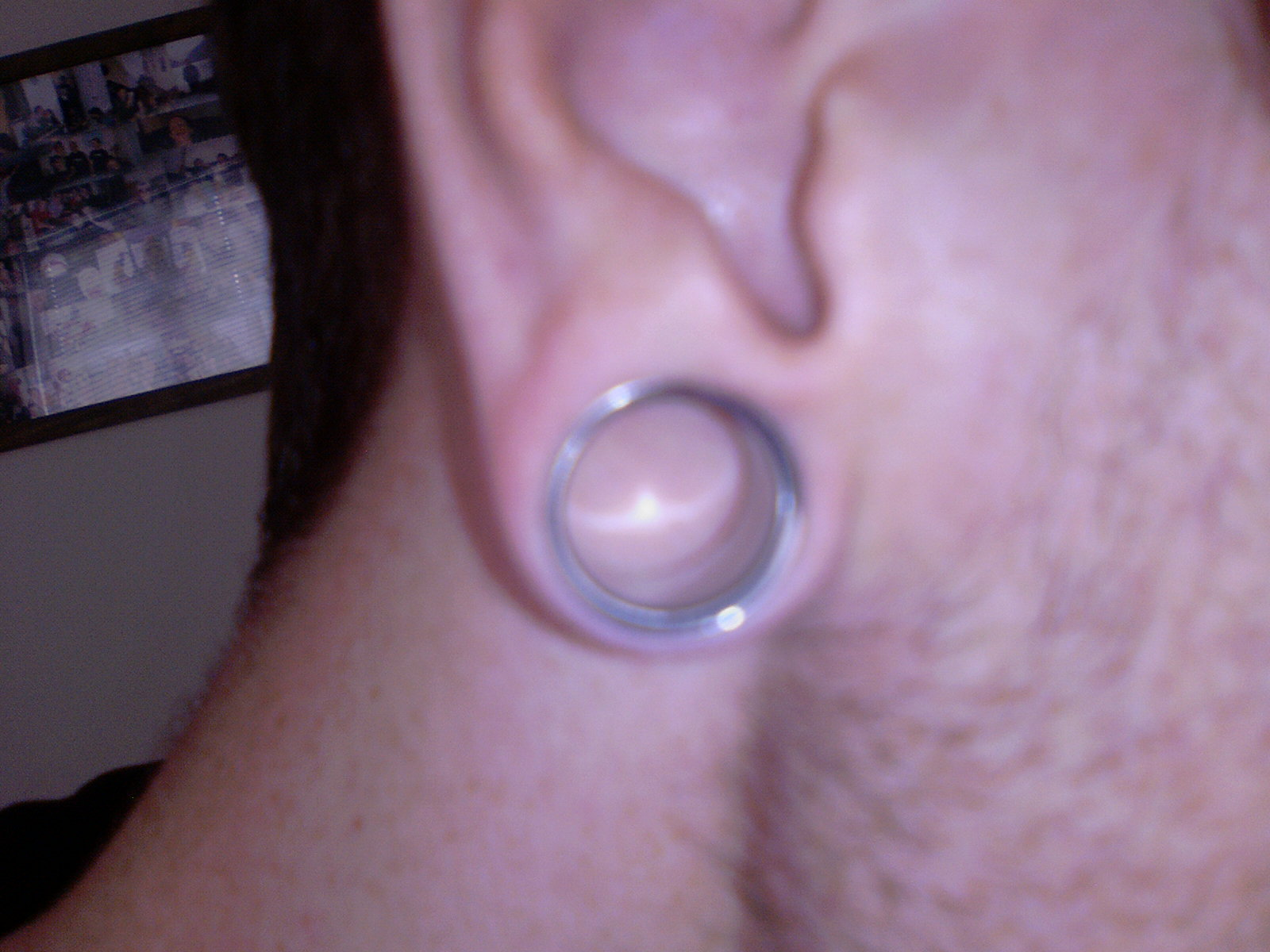
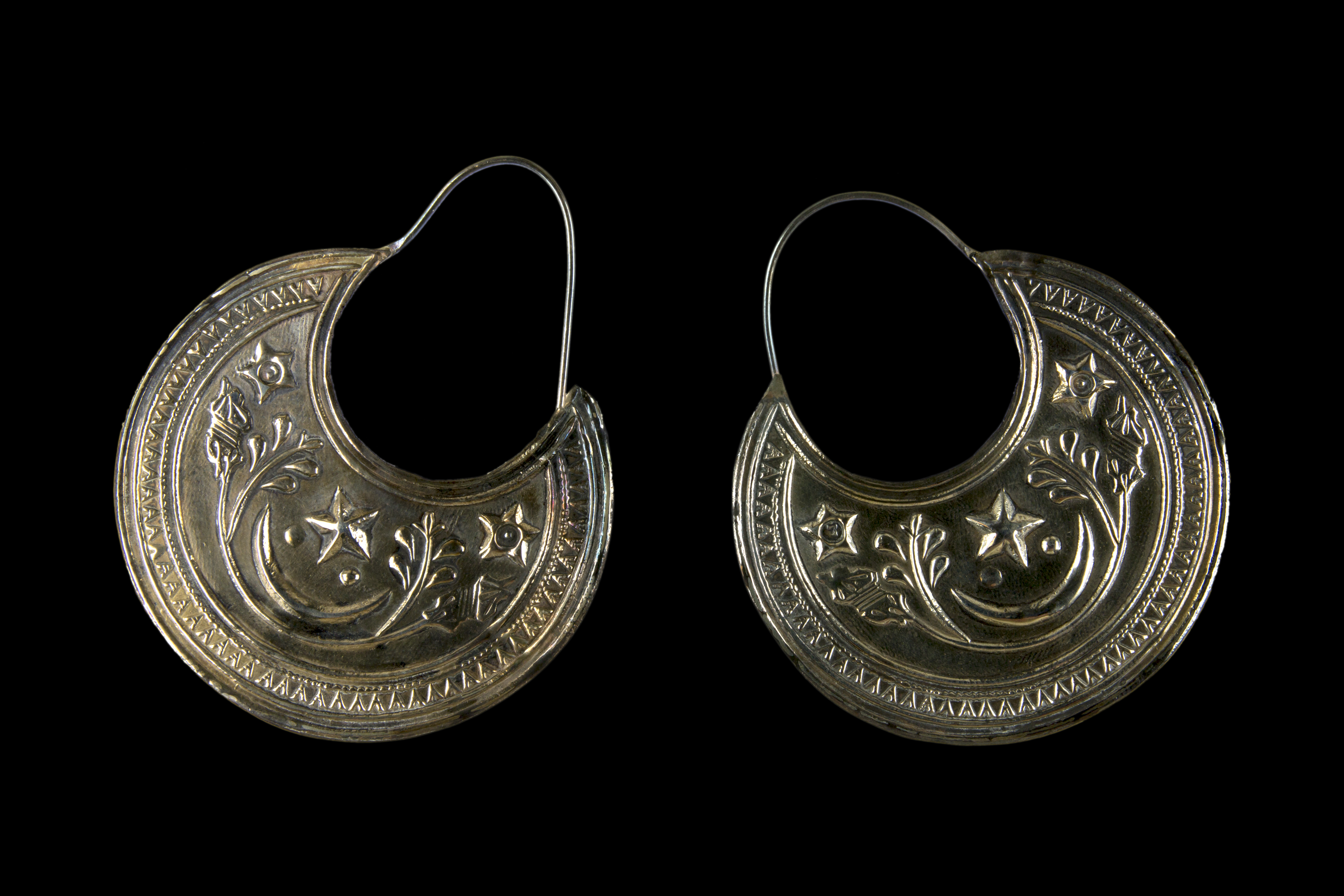